# Alloteratura muntiacus
Alloteratura muntiacus är en insektsart som beskrevs av Andrej Vasiljevitj Gorochov 1998. Alloteratura muntiacus ingår i släktet Alloteratura och familjen vårtbitare. Inga underarter finns listade i Catalogue of Life.